# Francis Bertie
Francis Leveson Bertie (17 août 1844 - 26 septembre 1919) est un diplomate britannique. Il est ambassadeur en Italie entre 1903 et 1905 et ambassadeur en France entre 1905 et 1918.

## Jeunesse et éducation
Bertie est le deuxième fils de Montagu Bertie (6e comte d'Abingdon), et d'Elizabeth Harcourt, fille de George Harcourt. Il fait ses études au Collège d'Eton. De son arrière-grand-mère Charlotte Warren, il a des racines ancestrales hollandaises et huguenotes de la famille Schuyler, de la famille Van Cortlandt et de la famille Delancey de l'Amérique du Nord britannique.

## Carrière diplomatique
Bertie entre au ministère des Affaires étrangères en 1863. De 1874 à 1880, il est secrétaire particulier de Robert Bourke, sous-secrétaire d'État aux Affaires étrangères, et en 1878, il assiste au Congrès de Berlin. Il sert comme greffier principal par intérim dans le département de l'Est de 1882 à 1885, puis plus tard comme greffier principal et sous-secrétaire adjoint dans ce département. En 1902, il est récompensé pour ses services en étant fait chevalier commandeur de l'Ordre du Bain (KCB) dans la liste des honneurs du couronnement de 1902 publiée le 26 juin 1902,.
En 1903, Bertie est nommé conseiller privé et nommé ambassadeur en Italie, puis en 1905 devient ambassadeur en France, un poste précédemment occupé par son beau-père, Lord Cowley. Bertie reste à l'ambassade de Paris pendant les treize années suivantes.
Ayant passé la majeure partie de sa carrière au ministère des Affaires étrangères, il a d'abord du mal à s'adapter au rôle d'ambassadeur, où il a beaucoup moins de contrôle sur le développement de la politique, mais pendant son séjour à Paris Bertie peut jouer un rôle substantiel dans le renforcement l'Entente cordiale entre la France et la Grande-Bretagne en une véritable alliance, encourageant un fort soutien britannique à la France lors des crises marocaines de 1905 et 1911. Au cours de ces années, il est fait Chevalier Grand-Croix de l'Ordre royal de Victoria (GCVO) en 1903, Chevalier Grand-Croix de l'Ordre de Saint-Michel et Saint-Georges (GCMG) en 1904, et chevalier grand-croix de l'ordre du bain (GCB) en 1908, et reçoit la Légion d'honneur française.
La carrière de Bertie coïncide avec celle de Sir Edward Grey au ministère des Affaires étrangères, son supérieur immédiat, et les fortunes plus larges des gouvernements libéraux de Henry Campbell-Bannerman et HH Asquith. Il existe un grand nombre de lettres officielles existantes portant la mention « très confidentiel » qui prouvent une diplomatie intensive et continue de la part de l'Entente dans la période prolongée qui précède la Première Guerre mondiale. Dès 1906, il y a des discussions sur la possibilité d'une invasion allemande de la France. Bertie négocie étroitement avec Théophile Delcassé le ministre des Affaires étrangères « toute occasion de concerter avec le gouvernement français », les avertissant du dégoût de la guerre en France. Il se garde toujours d'« offenser l'Allemagne », ce qui caractérise les effets d'une ronde diplomatique faisant la navette entre les capitales.
Lorsque Clemenceau devient Premier ministre en France, il s'engage à ne jamais rompre des accords avec la Grande-Bretagne. Campbell-Bannerman réaffirme la valeur d'une alliance propre lors de l'élection, mais Bertie s'inquiète de l'intégrité des lignes de communication diplomatiques secrètes et de l'arrivée rapide des dépêches . Il n'est pas présent à la réunion des dirigeants à l'ambassade le 7 avril 1907. Une dépêche d'avril 1911 est si sensible qu'elle est depuis détruite par des archivistes : mais il est clair que sous Asquith, les chefs militaires remettent en question la compétence de Grey ; l'un de ces critiques devait être l'ambassadeur de France. Son attaché militaire, le colonel Fairholme croit clairement que les Français déborderaient une armée allemande à la frontière, ce qui exerce grandement l'esprit de Bertie « en ce qui concerne les problèmes stratégiques » . Bertie est un diplomate de la vieille école, admire le protocole et les précédents judiciaires, est réticent à aller au-delà de ses propres pouvoirs prescrits. Dans une série de lettres à la fin de 1911/12, il découvre à ses dépens que les francophiles sont fermement opposés à « l'invitation satanique » de Paul Wolff Metternich. En fait, au fil du temps, il devient de plus en plus sceptique quant à la mission Haldane, considérée comme stupide, car elle menace « l'excellente position » de Paris. En février 1912, il est clair pour lui que l'Allemagne est toujours le problème, pas la France. En concurrence avec l'Empire britannique, l'Allemagne cherche à acquérir des terres en Afrique australe auprès du Portugal, de la France, de la Belgique et de la Grande-Bretagne, en plus de promettre un soutien financier au gouvernement portugais.
Bertie est encore ambassadeur à Paris lorsque la Première Guerre mondiale éclate en 1914. Bien qu'il ait été élevé à la pairie en tant que baron Bertie of Thame, dans le comté d'Oxford, en 1915, pendant la guerre, il est souvent contourné par des missions spéciales directement du gouvernement britannique, en particulier la mission militaire de Lord Esher, avec qui il est également en conflit personnel. Après la Révolution de Février en Russie, il déconseille au gouvernement britannique d'autoriser les Romanov déposés à s'exiler en France, car l'ex-impératrice Alexandra est perçue comme pro-allemande . Lorsque Bertie tombe malade en avril 1918, il est remplacé par le secrétaire d'État à la Guerre, Lord Derby, et retourne en Angleterre. À sa retraite, Bertie est nommé vicomte Bertie de Thame, dans le comté d'Oxford. En juin 1919, il vend les manoirs de Beckley et Horton-cum-Studley, dans l'Oxfordshire, qu'il a hérités de son père ,. Il ne s'est jamais complètement remis de sa maladie et est décédé à Londres le 26 septembre 1919.

## Famille
Bertie épouse Lady Feodorowna Cecilia Wellesley (1838-1920), fille de Henry Wellesley, 1er comte Cowley et petite-nièce du duc de Wellington, en 1874. Ils ont un enfant Vere Bertie, 2e vicomte Bertie de Thame, qui lui succède comme vicomte.

## Sources
- Keith Hamilton, Bertie of Thame: Edwardian Ambassador, Woodbridge, Suffolk, Royal Historical Society, 1990 (ISBN 0-86193-217-X)
- Keith Hamilton, Bertie, Francis Leveson, first Viscount Bertie of Thame, Oxford, Oxford Dictionary of National Biography, 2004–2007
- David Owen, The Hidden Perspective: The Military Perspective 1906-1914, Haus Publishing, 2014 (ISBN 978-1-908323-66-8)
- Zara S. Steiner, The Foreign Office and Foreign Policy 1898-1914, Cambridge, 1969 (lire en ligne)